# Shine On You Crazy Diamond
"Shine On You Crazy Diamond" là ca khúc bao gồm 9 đoạn nhỏ của ban nhạc Pink Floyd được sáng tác bởi Richard Wright, Roger Waters và David Gilmour. Đây là một sáng tác nữa của ban nhạc để tưởng nhớ tới cựu thủ lĩnh Syd Barrett. Công việc được bắt đầu từ tour diễn năm 1974 của ban nhạc tại Pháp, tiếp tục hoàn thiện trong quá trình thực hiện album Wish You Were Here (1975). Cấu trúc này là một trong những sáng tác dài nữa của Pink Floyd (cùng "Atom Heart Mother" và "Echoes"), tuy nhiên sau đó được tách ra làm 2 phần và đồng bộ hóa với album với nhiều chất liệu và hiệu ứng mới, phù hợp với âm hưởng và hoàn cảnh của chính ban nhạc.

## Hoàn cảnh ra đời
"Shine On You Crazy Diamond", cùng với những ca khúc khác trong album, được sáng tác hướng về cựu thủ lĩnh của ban nhạc, Syd Barrett. Ca khúc bao gồm 9 phần, ban đầu vốn được thiết kế để làm toàn bộ mặt A cho album. Ca khúc này cùng được viết đồng thời với "You've Got to Be Crazy" và "Raving and Drooling". Phần ca từ cũng bám theo chủ đề về Barrett, thể hiện ngay từ những dòng đầu tiên:

Remember when you were young, you shone like the sun
Shine on you crazy diamond
Now there's that look in your eyes, like black holes in the sky
Shine on you crazy diamond.

## Thu âm
Cây bass Roger Waters nhớ lại, do đợt thu cũng không hoàn toàn sẵn sàng, "chúng tôi chỉ gặp nhau về mặt hình thức. Thể xác chúng tôi ở đó, nhưng tinh thần và tâm hồn lại đang ở đâu đó." Theo thời gian, họ quyết định chia đôi ca khúc gốc thành Parts I–V và Parts VI–IX. Theo tay guitar David Gilmour và tay trống Nick Mason trong bộ phim tài liệu In the Studio with Redbeard, Pink Floyd hoàn toàn hài lòng về bản nháp của "Shine On You Crazy Diamond", nhưng do thiết bị chỉnh âm chỉ có tại phòng thu Abbey Road Studios, họ thấy cần phải thu âm lại do quá nhiều âm thanh bị nhiễu kể cả phần chơi trống. Trong Part III, phần chơi piano được bổ sung "trực tiếp" trong lần chỉnh âm cuối cùng khiến cho đoạn này không thể được chỉnh âm bằng máy đa-băng. Phần thu này được chỉnh sửa và thực hiện lại bởi keyboard Richard Wright qua máy thu đa-kênh trong các ấn bản Immersion Edition và SACD.
"Chúng tôi cùng thực hiện phần nhạc nền từ nhiều ngày trước, nhưng chúng tôi đưa ra kết luận rằng nó chưa đủ tốt. Vậy nên chúng tôi cùng làm lại trong chẵn 1 ngày và nó tốt hơn rất nhiều. Tiếc rằng có ai đó ở khu kỹ thuât lại không hiểu ý và khi chúng tôi nghe lại, chúng tôi phát hiện ra phần tiếng vọng đã bị chỉnh ngược hoàn toàn trong 2 đoạn Part I và II. Điều đó ảnh hưởng nghiêm trọng tới phần trống, guitar và keyboard chơi kèm. Không có cách nào để cứu chữa nổi, vậy nên chúng tôi đành phải cùng nhau thực hiện lại một lần nữa."— David Gilmour, phỏng vấn David Gilmour bởi Gary Cooper

"Với việc sử dụng máy 16-băng và băng 2-inch, hẳn là đã có gì đó không đúng với chiếc băng thâu lớn tới vậy. Vì thế mỗi khi chúng tôi nghe một đoạn nào đó, chúng tôi buộc phải nghe từ đầu tới cuối. Đặc biệt với Roger và tôi phụ trách phần nhịp – thứ dễ được nhận ra nhất – đó hẳn là một công việc vất vả vì tất cả mọi thứ cần phải sắp lại cho đúng chỗ."— Nick Mason, In the Studio with Redbeard

Một sự kiện đặc biệt đã diễn ra trong quãng thời gian này. Barrett (khi đó đã to béo, cạo trọc đầu và lông mày) đã xin phép có mặt trong phòng thu. Mason không chắc chắn rằng "Shine On You Crazy Diamond" được thu âm đúng lúc Barrett có mặt tại đây hay không. Vì vẻ ngoài thay đổi quá nhiều, ban nhạc ban đầu không thể nhận ra anh. Khi đã nhận ra, Roger Waters bỗng u sầu và òa khóc. Có ai đó yêu cầu họ chơi lại đoạn nhạc trước đó, song Barrett nói rằng điều đó không cần thiết và họ cùng nhau nghe lại. Khi "Wish You Were Here" được bật, "Anh ấy [Barrett] đứng lên và hỏi: "Có ai cần tôi thêm chút guitar không?"", Waters nhớ lại. "Dĩ nhiên là anh ấy không mang guitar theo, và chúng tôi nói: "Syd, ở đây không có guitar."" Khi được hỏi cảm xúc khi nghe toàn bộ album Wish You Were Here, Barrett cho rằng nó "hơi cũ". Anh đột ngột biến mất khỏi lễ cưới của Gilmour với Ginger Hasenbein, diễn ra cùng ngày hôm đó. Gilmour cũng nhớ tới sự kiện này, cho dù anh không thể nhớ chính xác Barrett đã tham gia vào phần nào của album.
"Roger ở đó, ngồi trên bàn, rồi tôi tiến tới và thấy một người ngồi kế bên cậu ấy – một gã to lớn, béo và hói đầu. Tôi liền nghĩ "Gã này trông hơi... kỳ..." Tôi cũng ngồi cùng Roger rồi chúng tôi cùng nhau làm việc khoảng 10 phút, rồi gã đàn ông kia đứng lên, xỉa răng rồi lại ngồi xuống – toàn những hành động kỳ lạ, song lại rất yên lặng. Vậy nên tôi hỏi Roger: "Gã nào đây?", cậu ấy trả lời "Tôi không biết" và tôi nói: "Tôi đoán gã ta từng là bạn của chúng ta?" rồi cậu ấy khẳng định: "Không, tôi không hề quen hắn". Rồi mọi chuyện cứ vậy trong một thời gian dài, khoảng 45 phút, rồi đột nhiên tôi nhận ra đó là Syd. Anh ấy tới từ khi chúng tôi đang tập phần hát cho "Shine On You Crazy Diamond", vốn được viết về Syd. Anh ấy, tình cờ một cách khó tin, đã tới thăm chúng tôi đúng lúc tất cả đang thu âm sáng tác về anh ấy. Chúng tôi đã không gặp anh ấy có lẽ từ 2 năm trước. Nhưng thực sự mọi điều rất là... kỳ lạ với gã đàn ông trước mặt chúng tôi. Một chút lo lắng, ý tôi là, đặc biệt khi nhìn thấy anh ấy, bạn không thể nào nhận ra ngay được. Và hơn thế, cả cái cách anh ta chọn cái ngày đặc biệt mà chúng tôi thực hiện ca khúc về anh ấy. Thực sự rất kỳ lạ."— Richard Wright

## Cấu trúc
Không bản gốc đĩa than hay CD tái bản có phân tách rạch ròi từng phần của ca khúc, song việc xác định này chủ yếu dựa vào so sánh thời gian vào nhịp cũng như những lần công bố ghi chép nhạc phẩm sau này. Nếu không có những phần công bố trên, thực sự có thể nhầm lẫn Parts I và II là Part I, còn Part III là Part II, dẫn tới phần hòa âm dài kết thúc Part V (11:00) là đoạn mở đầu của chính phần này.

### Parts I–V
Part I (Wright, Waters, Gilmour; từ 0:00 – 3:54) bắt đầu với phần nhạc vào qua tiếng synthesizer ở giọng Sol thứ với các thiết bị EMS VCS 3, ARP Solina, cùng đàn Hammond organ kết hợp với glass armonica. Đây vốn là đoạn nhạc cho một dự án dang dở có tên "Household Objects". Đoạn nhạc được tiếp nối bởi Minimoog rồi phần chơi guitar solo chiếc Fender Stratocaster bởi Gilmour sử dụng hiệu ứng nén âm thanh và ngắt âm. Giai điệu chuyển sang giọng Rê ở 2:29, rồi Đô thứ và Sol thứ. Phần bè tiếp tục lặp lại và Part I kết thúc với âm thanh synthesizer nhỏ dần.
Part II (Waters, Gilmour, Wright; từ 3:54 – 6:27) mở đầu với 4 nốt chủ đề (B♭, F, G, E) được mang tên "Syd's Theme" được lặp lại nhiều lần trong đoạn này. Hòa âm chủ đạo là Đô trưởng (tương thích với hợp âm Đô ở Part I). Mason bắt đầu phần chơi trống của mình, trong khi phần bass của Waters xuất hiện ở nhịp thứ tư của chủ đề, và cũng từ đây phần riff bắt đầu đảo nhịp sang 6/4. Hòa âm chuyển sang Sol thứ (như Part I), tiếp theo là Mi giáng trưởng, Rê trưởng rồi quay trở lại kết thúc với hợp âm Sol thứ. Part II cũng bao gồm một đoạn solo của Gilmour.
Part III (Gilmour, Wright, Waters; từ 6:27 – 8:42) bắt đầu với phần chơi Minimoog solo bởi Wright. Đoạn này bao gồm phần chơi solo thứ ba của Gilmour, với đoạn chạy hợp âm Sol thứ, kết thúc bằng đoạn vào của Part IV. Trong chuyến lưu diễn quảng bá album Animals, Gilmour có bổ sung tiếng vọng cho đoạn chơi solo của mình. Phần chơi guitar solo trong đoạn này thường bị lược bỏ trong các buổi trình diễn trực tiếp, điển hình là trong Delicate Sound of Thunder và Pulse.
Part IV (Waters, Gilmour, Wright; từ 8:42 – 11:10) Waters xướng giọng chính phần lời, cùng Gilmour, Wright và giọng nữ hát bè bởi Venetta Fields và Carlena Williams.
Part V (Waters, Gilmour, Wright; từ 11:10 – 13:30) Đoạn nhạc này được mở đầu bởi 2 đoạn chơi guitar arpeggio theo giai điệu chủ đề từ Part II. Dick Parry phụ trách phần chơi solo baritone saxophone. Saxophone chuyển từ baritone sang tenor khi nhịp chuyển nhanh từ 6/4 thành 12/8 ở 12:01 tăng gấp đôi nhịp phách, trong khi phần chơi arpeggio guitar phía nền vẫn giữ nguyên. Giai điệu saxophone được bè bởi synthesizer với hiệu ứng dàn dây ARP. Tiếng động cơ máy kéo dài phỏng theo musique concrète và bắt giai điệu trực tiếp sang ca khúc tiếp theo "Welcome to the Machine".

### Parts VI–IX
Part VI (Wright, Waters, Gilmour; từ 0:00 – 4:39) mở đầu với tiếng gió rít từ đoạn cuối của ca khúc "Wish You Were Here". Sau khi tiếng gió tắt dần, Gilmour bắt đầu chơi bass. Waters sau đó bổ sung phần bass bám theo phần nhạc nền. Tiếp đó Wright chơi ARP String Ensemble Synthesizer và chỉ sau vài nhịp, rất nhiều tiếng guitar điện vang lên (Gilmour chơi phần bè gằn qua chiếc Fender Stratocaster màu đen của mình trước khi chuyển sang lap steel guitar trong những buổi diễn trực tiếp trong khoảng thời gian 1974–77. Snowy White là người phụ trách phần guitar nền trong tour diễn năm 1977, In the Flesh, của ban nhạc), đi kèm với trống trong khi Minimoog synthesizer bắt đầu đoạn solo. Sau khoảng 2 phút, phần Mininoog của Wright và phần lap steel guitar của Gilmour chơi những nốt đồng nhất trước khi Gilmour chơi solo lap steel (chỉnh dây theo chuẩn Rê) với vài nốt đối so với giai điệu synthesizer của Wright. Tới phút thứ 3 (phút thứ 4 trong tour In the Flesh), Gilmour bắt đầu chơi giai điệu với một quãng tám cao hơn. Nốt cao nhất là nốt Si cao hơn 3 quãng tám so với nốt Đô chuẩn, được tiếp nối bởi giai điệu tương tự của Part IV (được chơi bởi White trong tour diễn năm 1977 của Pink Floyd, nhờ đó Gilmour có thời gian chuyển từ lap steel sang cây Fender Stratocaster). Ca khúc sau đó chuyển nhịp sang 6/4 (như trong Parts II-V), tạo cảm giác nhịp chậm hơn và dẫn dắt vào phần hát.
Part VII (Waters, Gilmour, Wright; từ 4:39 – 6:09) bao gồm phần hát với một nửa là giai điệu tương đồng với Part IV, trước khi chuyển sang Part VIII.
Part VIII (Gilmour, Wright, Waters; từ 6:09 – 9:07) giúp Waters được chơi nốt cao nhất phần bass trong lúc Gilmour chơi đoạn arpeggio tương tự trong đoạn nối giữa Parts VII và VIII. Phần nhịp funk 4/4 kéo dài gần 2 phút được chơi nhỏ dần cho tới khi chỉ còn duy nhất keyboard vang vọng vào khoảng phút thứ 9. Trong đoạn này, phần chơi của Wright chiếm ưu thế với máy chỉnh âm Minimoog synthesizer và Hohner Clavinet. Trong tour diễn In the Flesh năm 1977, đoạn này được kéo dài thêm từ 5 tới 10 phút bổ sung thêm phần chơi guitar solo của Gilmour (anh sử dụng nhiều hợp âm funk mạnh mẽ từng được chơi trong tour diễn Animals) và Snow White. Ngoài việc cho thêm những đoạn chơi guitar từ Gilmour và White, phần lead còn được hoán đổi với keyboard mà ta có thể nghe thấy trong vài bản thu.
Part IX (Wright; từ 9:07 – 12:30) được chơi ở nhịp 4/4. Gilmour cho rằng Part IX như "đoàn người đưa tiễn... đoạn nhạc ca ngợi dành riêng cho Syd". Một lần nữa, phần chơi keyboard của Wright chiếm ưu thế, trong khi Gilmour chỉ chơi chút guitar đoạn đầu. Mason chơi trống trong hầu hết đoạn này, cho tới tận những phút gần cuối cùng khi kết thúc bằng hòa âm keyboard. Trong đoạn kết, Wright sử dụng giai điệu của "See Emily Play" (từ 12:12), một trong những sáng tác tiêu biểu nhất của Barrett cho Pink Floyd. Part IX, cùng toàn bộ ca khúc nói chung, kết thúc ở giọng Son trưởng với quãng ba Picardy. Khi trình diễn trong tour Animals, phần này được bắt đầu với piano trong khi phần chơi synth solo được chơi bởi Dick Parry cùng vài đoạn chơi ngẫu hứng guitar bởi Snowy White, sau này được chuyển thành 1 nửa synthesizer/ 1 nửa guitar lead trong phần còn lại của tour diễn châu Âu và phần đầu của tour diễn tại Mỹ. Trong phần sau của tour diễn tại Mỹ, sau đoạn mở đầu của piano là phần chơi guitar kiểu blues của Gilmour rồi tiếp đó là hòa âm guitar của Gilmour và White, trong khi đoạn kết thì vẫn giống như trong album.

## Trình diễn trực tiếp
Ca khúc lần đầu được trình diễn vào năm 1974 dưới tên "Shine On" trong tour diễn tại Pháp của ban nhạc vào tháng 6 cùng năm. Cái tên "Shine On You Crazy Diamond" lần đầu được xuất hiện trong tour diễn tại Anh vào tháng 11. Phần trình diễn bao gồm toàn bộ ca khúc song có một vài đoạn khác biệt so với album khi ban nhạc cố gắng chèn thêm ca khúc "Dark Globe" của Barrett vào đoạn đầu của ca khúc. Ấn bản trình diễn tại Anh được đưa vào Wish You Were Here Imersion box set sau này. Loạt trình diễn từng phần của "Shine On You Crazy Diamond"được ban nhạc lần đầu thể hiện trong tour diễn Bắc Mỹ năm 1975 với "Have a Cigar" được chèn vào giữa ca khúc. Ấn bản năm 1975 khá sát với ấn bản cuối cùng khi chỉ thiếu Part I và IX khi đó vẫn chưa hoàn thiện. Ấn bản hoàn chỉnh 9 phần của "Shine On You Crazy Diamond" được ban nhạc trình diễn lần đầu trong lần giới thiệu album Wish You Were Here thuộc tour diễn In The Flesh năm 1977 với White chơi guitar nền và hát bè, còn Parry chơi saxophone.
Part I tới V trở thành nội dung chính cho các buổi trình diễn của Pink Floyd giai đoạn 1997-1994. Ca khúc cũng trở thành ca khúc mở đầu cho tour A Momentary Lapse of Reason giai đoạn 1987-1989, và là ca khúc kết thúc buổi diễn ở Knebworth năm 1990 với Candy Dulfer chơi saxophone. 11 buổi diễn đầu tiên có bao gồm cả ca khúc "Echoes" trước khi ban nhạc chơi toàn bộ phần còn lại của A Momentary Lapse of Reason ở nửa đầu chương trình với một chút khác biệt so với album phòng thu. Phần trình diễn này (không có đoạn solo của Gilmour trong Part III) trở thành đoạn mở đầu cho phần 2 của tour diễn The Division Bell năm 1994 (sau này được đưa vào Pulse), ngoại trừ buổi diễn ban nhạc chơi The Dark Side of the Moon sau khi " Shine On You Crazy Diamond" được chơi ở nửa đầu chương trình, và cho tới cuối tháng cũng như phần còn lại của tour diễn, ban nhạc bổ sung Part VII cùng Part I–V.
Gilmour trình diễn gần như toàn bộ ca khúc (trừ Part IX) trong những serie những buổi diễn bán-mộc của mình giai đoạn 2001-2002 (sau này trở thành bộ phim tài liệu David Gilmour in Concert) và trình diễn Part I–II cùng IV-V với phần hòa âm mới trong tour diễn solo On an Island vào năm 2006. Part III bị bỏ qua trong khi Part I và II được giản lược và tập trung nhiều hơn vào guitar. Gilmour trình diễn Part I-V nằm trọn đĩa 2 và DVD trong album trực tiếp Live in Gdańsk. Ấn bản 5 đĩa của album trên cùng bản tải trực tuyến có bao gồm Part I–V được thu tại Viên và Venice năm 2006. Trong rất nhiều buổi diễn, solo hoặc cùng Pink Floyd, Gilmour buộc phải thay đổi giai điệu phần hát để không phải lên những nốt cao hoặc những đoạn vốn được hát bởi Waters.
Waters cũng trình diễn ca khúc này trong những tour diễn năm 2001 và 2002, sau này được quay lại trong bộ phim In the Flesh – Live dưới dạng album cũng như DVD với các phần Part I, II, IV, VI, VII và IX. Part VI của ca khúc được Jon Carin chơi lap steel guitar, còn phần chơi solo được đảm nhiệm bởi Doyle Bramhall II và White. Trong tour diễn năm 2002, Waters chơi đầy đủ cả chín phần (dù phần VIII bị giản lược). Giai điệu Part I-V cũng được ông chơi trong tour diễn năm 2006-2007 mang tên The Dark Side of the Moon Live.

## Thành phần tham gia sản xuất
- Roger Waters – bass, hát chính, guitar điện trong Part VIII, glass harp trong Part I và II.
- David Gilmour – guitar, hát nền, lap steel guitar, bass phụ trong Part VI, EMS Synthi AKS, glass harp trong Part I và II.
- Richard Wright – Hammond organ, ARP String Ensemble, Minimoog, EMS VCS 3, clavinet và Fender Rhodes trong Part VIII, piano Steinway trong Parts III và IX, glass harp trong Part I và II, hát nền, piano Bösendorfer trong các đoạn chuyển[7].
- Nick Mason – trống, định âm.

Các nghệ sĩ khách mời
- Dick Parry – baritone và tenor saxophone.
- Venetta Fields, Carlena Williams – hát nền.

## Các bản chỉnh sửa
3 ấn bản chỉnh sửa khác nhau của ca khúc này được nằm trong 3 album tuyển tập khác nhau:
A Collection of Great Dance Songs (Part I, II, IV và VII)
Ấn bản này của ca khúc bị cắt xén đáng kể nhất. Những phần III, V, VI, VIII và IX thậm chí còn bị loại bỏ hoàn toàn. Part IV và VII được nối với nhau qua đoạn solo ngắn từ ngay đầu Part IV. Ở đoạn kết, giai điệu riff của Part VII và VIII được lặp đi lặp lại cho tới đoạn chuyển với tiếng đài phát thanh mở đầu ca khúc "Wish You Were Here".
Echoes: The Best of Pink Floyd (Part I-VII)
Ấn bản này của ca khúc cũng bị cắt xén, song không đáng kể. Tuy nhiên đoạn solo guitar trong Part III bị loại bỏ, Part VI bị giản lược, trong khi Part VIII và Part IX bị bỏ đi hoàn toàn. Đoạn chuyển giữa Part V và VI chỉ đơn giản là tiếng gió. Có nhiều nét tương đồng giữa tiếng gió sử dụng trong đoạn kết ca khúc "Wish You Were Here" với đoạn mở đầu của Part VI này trong ấn bản LP. Ở đoạn kết, phần riff nối Part VII và Part VIII được lặp đi lặp lại cho tới tiếng đồng hồ mở đầu ca khúc "Time".
A Foot in the Door – The Best of Pink Floyd (Part I-V)
Ấn bản này cũng bị giản lược. Toàn bộ ca khúc từ Part VI bị cắt bỏ. Part I bị rút ngắn, phần solo guitar trong Part III cũng bị loại bỏ. Đoạn chơi saxophone trong Part V được giảm nhỏ tiếng dần về cuối. Ở đoạn kết, tiếng máy móc để mở đầu ca khúc "Welcome to the Machine" như trong album gốc không xuất hiện, ca khúc đơn giản dừng lại để bắt đầu ca khúc "Brain Damage".

## Phát hành
"Shine On You Crazy Diamond" được nằm trong những ấn bản phát hành sau đây
Album
- Wish You Were Here (ấn bản gốc) – Pink Floyd, 1975
- A Collection of Great Dance Songs (chỉnh sửa) – Pink Floyd, 1981[13]
- Delicate Sound of Thunder (trực tiếp, Part I-V) – Pink Floyd, 1988
- PULSE (trực tiếp, Part I-V và VII) – Pink Floyd, 1995
- Echoes: The Best of Pink Floyd (chỉnh sửa) – Pink Floyd, 2000[14]
- In the Flesh – Live (trực tiếp, Part I-VIII) – Roger Waters, 2000
- Live in Gdańsk (trực tiếp, Part I-II, IV-V) – David Gilmour, 2008
- Wish You Were Here 2011 chỉnh âm trong 2 box set "Experience" và "Immersion" (trực tiếp thu âm năm 1974) – Pink Floyd, 2011
- A Foot in the Door – The Best of Pink Floyd (trực tiếp, Part I-V) – Pink Floyd, 2011

Video/DVD/BD
- Delicate Sound of Thunder (VHS, Part I) – Pink Floyd, 1988
- PULSE (VHS và DVD, Part I-V và VII) – Pink Floyd, 1995 (VHS) 2006 (DVD)
- In the Flesh – Live (DVD, Part I-VIII) – Waters, 2000
- David Gilmour in Concert (DVD, Part I-II, IV-V và VI-VII, Part V) – Gilmour, 2002
- Remember That Night (DVD và BD, Part I-II và IV-V) – Gilmour, 2007